# 331011 Peccioli
331011 Peccioli este o planetă minoră (asteroid) din centura de asteroizi. A fost descoperită pe 26 octombrie 2009 la osservatorio astronomico di Libbiano⁠(d) de Paolo Bacci⁠(d) și a fost numită după Peccioli. 
Obiectul prezintă o orbită caracterizată de o semiaxă mare de 2,5925072115334 UAi, o excentricitate de 0,11, o înclinație de 8,4 ° în raport cu ecliptica.